# Hauptstraße 204/204a (Königswinter)

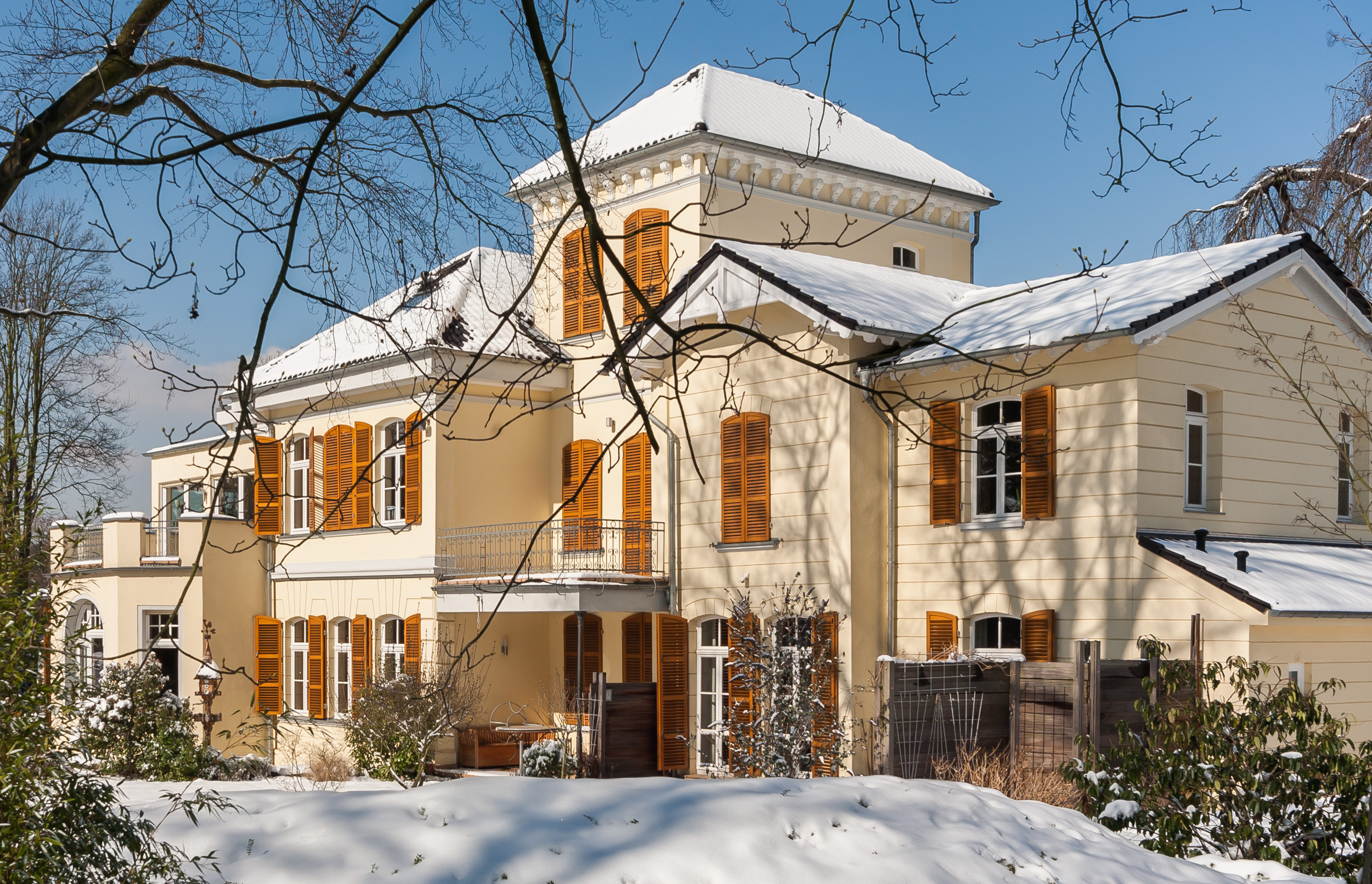
Villa Hauptstraße 204/204a (2013)

Das Gebäude Hauptstraße 204/204a (auch Villa Rheinau genannt) ist eine Villa in Niederdollendorf, einem Ortsteil der Stadt Königswinter im nordrhein-westfälischen Rhein-Sieg-Kreis. Sie steht als Baudenkmal unter Denkmalschutz.

## Lage
Die Villa liegt außerhalb der geschlossenen Ortschaft im Süden von Niederdollendorf an der Westseite der in südlicher Richtung nach Königswinter führenden Hauptstraße, knapp 150 m östlich des Rheinufers. Eine teils dicht bewachsene Parkanlage verbindet das Anwesen mit dem Rheinufer.

## Geschichte
Die Villa entstand um 1878 als spätklassizistisches Landhaus. 1898 erwarb der Großkaufmann und Politiker Ernst von Eynern aus Barmen, der vier Jahre zuvor Rentier geworden war, das Anwesen mit einem 26.000 Quadratmeter großen und damals noch bis zum Rhein reichenden Grundstück für 80.000 Mark. Unter von Eynern erhielt das Haus den Namen „Villa Rheinau“. Nach dessen Tod im Jahre 1906 trat sein Sohn Max von Eynern, zwei- bis dreifacher Millionär, das Erbe an. Er nutzte die Villa als Sommerhaus. Anfang des 20. Jahrhunderts erfuhr sie eine rückwärtige Erweiterung um pavillonartige Anbauten.
Die Familie von Eynern besaß das Anwesen noch bis 1953, als sie es an die Familie Lemmerz als Eigentümerin der unweit gelegenen, gleichnamigen Felgenfabrik verkaufte. Diese ließ es nach 1957 in Einzelwohnungen für leitende Angestellte des Unternehmens umbauen. Beim Bau neuer Fabrikhallen von Lemmerz wurde mit dem dabei entstehenden Aushub das die Villa umgebende Parkgelände erhöht, sodass es deren Bodenniveau erhielt.
Das Rheinhochwasser 1993 hinterließ schwere Schäden an dem Gebäude, das in der Folge leerstand und dem Verfall preisgegeben wurde. Die Familie Lemmerz verkaufte die Villa Rheinau 1997 gemeinsam mit dem benachbarten „Haus Rheinau“ (Hauptstraße 200) an ein Bauunternehmen. Von diesem erwarb 2001 der Enkel des letzten Besitzers aus der Familie von Eynern das, nunmehr etwa 2.000 m² Grundstück umfassende, Anwesen und ließ es renovieren.
Die Villa ist Teil eines Ensembles von suburbanen Landvillen aus der zweiten Hälfte des 19. Jahrhunderts am Rheinufer zwischen Königswinter und Niederdollendorf, die sich der von Schinkel beeinflussten Stilrichtung zurechnen lassen und einen Gegensatz zu den mehr auf Repräsentation bedachten städtischen Villenbauten am linksrheinischen, Bad Godesberger Rheinufer bilden.:45 Die Eintragung der Villa in die Denkmalliste der Stadt Königswinter erfolgte am 10. März 1993.

## Architektur
Die Villa ist ein zweigeschossiger Putzbau in spätklassizistischen Formen, der aus zwei Teilen besteht. Den Kern des ursprünglich errichteten Hauptgebäudes (Hauptstraße 204) bildet ein dreigeschossiger Turm, dem ein von einem Balkon auf gusseiserner Stütze überdachtes Eingangsvestibül vorgelagert ist. Die Südfront mit Blickrichtung zum Drachenfels ist als Schaufassade ausgebildet und wird durch mit  Schlagläden und Sohlbänken ausgestattete Segmentbogenfenster geprägt, während die Nordfront fensterlos ist. Die rückwärtigen, rheinseitigen Pavillonanbauten aus dem frühen 20. Jahrhundert (Hauptstraße 204a) sind eingeschossig und verfügen über eine offene Holzveranda. Der Vorhof der Villa ist mit Mettlacher Platten ausgelegt.:201